# Гномы (Южный Парк)
«Гномы» (англ. Gnomes) — 17 эпизод 2 сезона (№ 30) сериала «Южный парк», премьера которого состоялась 16 декабря 1998 года. Это первый эпизод, в котором появляется Твик и его родители.

## Сюжет
Мистер Гаррисон поручает классу сделать доклады, от успешности выполнения которых зависит, останется ли он в должности учителя; в напарники к Стэну, Кайлу, Кенни и Картману он даёт Твика. Тот предлагает сделать доклад о существах, которые, по его словам, постоянно воруют его подштанники, — кальсонных гномах; однако те считают, что Твик фантазирует, и не соглашаются. Когда они приходят к Твику домой, чтобы поработать над докладом, выясняется, что его родители содержат кофейню; ребята выпивают очень много кофе, от этого им потом становится дурно. Мистер Твик вызывается написать доклад за детей: он хочет, чтобы они привлекли внимание общественности к тому, что его заведение не справляется с конкуренцией со стороны кофейни Harbucks.
Доклад детей о проблемах малого бизнеса пользуется значительным успехом. Социальную рекламу с их участием крутят по телевидению; информация о докладе доходит до мэра, и кофейню Harbucks изгоняют из города.
Мистер Гаррисон поручает ребятам сделать ещё один доклад. Однако дети ничего не смыслят в том, о чём «писали» предыдущий. Неожиданно все ребята, кроме Твика, тоже замечают в его комнате кальсонных гномов. Они беседуют с ними; выясняется, что кража кальсонов — часть бизнес-плана гномов. Тогда ребята просят гномов объяснить им что-нибудь о бизнесе и корпорациях. На основе услышанного они и делают новый доклад, в котором рассказывают, что от больших корпораций нет вреда и что Harbucks успешно конкурируют с кофейней Твика, потому что их кофе лучше. Все жители города, включая мистера Твика, соглашаются снова открыть кофейню Harbucks.

## Бизнес-план гномов

Бизнес-план гномов

Составленный гномами бизнес-план подчёркнуто абсурден:
1. Collect underpants (Сбор кальсон)
2. PROFIT (Прибыль)

Гномы с энтузиазмом выполняют первую фазу, собрав целую гору кальсон, однако когда ребята спрашивают, что же будет дальше — обнаруживается, что гномы и сами не знают, что делать для получения прибыли. Этот план стал популярен в Интернете как пример безумного и абсурдного плана.

## Смерть Кенни
На Кенни падает вагонетка кальсонных гномов, сошедшая с рельсов. Стэн и Кайл будничным голосом говорят дежурные фразы: «Господи, они убили Кенни! — Сволочи!» и возвращаются к разговору с гномами. Гномы в ужасе, однако на их реплики никто не реагирует.

## Культурные отсылки
После выхода эпизода, кальсонные гномы и особенно бизнес-план, не имеющий второго пункта между «Собрать трусы» и «Прибыль», начали широко использоваться многими журналистами и бизнес-критиками как метафора неудачи, бизнес план времени интернет-пузыря и плохо спланированых политических действий. Пол Кантор, профессор литературы и экономики, который использует эпизоды Южного Парка в своей программе обучения, сказал: «Ни одна из серий Южного Парка не вызывала в рядах студентов столько пыла, негодования и неприятия, как эта. Точно не знаю, почему, но думаю, что это связано с конфликтом между защитными механизмами элитистов и их собственным элитизмом».

## Факты
- Кофейня Harbucks — намёк на крупную сеть кофеен Starbucks.
- В студии можно заметить зрителя, похожего на Стивена Стотча.
- В этом эпизоде поднималась тема гомосексуальности среди гномов
- В этом эпизоде появляется инопланетянин: он стоит среди толпы людей в финале, когда все смеются.
- В этом эпизоде показано, что офицер Барбреди регулярно посещает кофейню мистера Твика с целью получить удар кошкой по лицу. Этот эпизод вошёл в документальный фильм труппы Монти Пайтон Life of Python как пример влияния, которое оказал юмор «Пайтонов» на «Южный парк».
- Отец Твика, мистер Твик, постоянно повторяет фразу «Они зажали мне яйца в …» — и упоминает различные инструменты (тиски/блендер/соковыжималку и проч.)
- В этой серии Картман говорит: «Давайте сделаем доклад про Реймонда с телевидения. Все любят Реймонда» это является отсылкой к ситкому Все любят Рэймонда.